# Haditha
Haditha (حديثة) este un oraș din Irak, situat pe malul râului Eufrat. Principala activitate economică este agricultura.